# Phytomia argyrocephala
Phytomia argyrocephala är en tvåvingeart som först beskrevs av Macquart 1842.  Phytomia argyrocephala ingår i släktet Phytomia och familjen blomflugor. Inga underarter finns listade i Catalogue of Life.